# سارا بورل روئیس
سارا بورل روئیس (انگلیسی: Sara Borrell Ruiz؛ ۱۹۱۷ – ۱۹۹۹) دانشمند، داروساز و بیوشیمی‌دان اسپانیایی بود که به خاطر کار پیشگامانه‌اش در زمینه تحلیل و متابولیسم هورمون‌های استروئیدی شناخته می‌شود.

## زندگی‌نامه
سارا بورل روئیس در مادرید در خانواده‌ای آزادی‌خواه و روشن‌اندیش که طرفدار تحصیلات عالی زنان بو بزرگ شد. مادرش، سارا روئیس آلبنیس، معلم، هنرمند و خواهرزادهٔ آهنگساز اسپانیایی، ایساک آلبنیس بود که به عنوان دستیار نقاش سسیلیو پلا کار می‌کرد. پدرش، خوزه بورل، داروسازی بود که از خانواده‌ای ثروتمند می‌آمد که داروخانه‌ای در مرکز پایتخت اسپانیا داشتند و عضو حزب «چپ جمهوری‌خواه» بود که طی سال‌های نخست دیکتاتوری فرانکو زندانی شد. این محیط فرهنگی در خانواده، تصمیمات سارا در زمینه تحصیلات و انتخاب‌های علمی‌اش را توضیح می‌دهد.
او تلاش کرد تا همانند برادرش در دانشگاه در مهندسی کشاورزی ثبت‌نام کند، اما به دلیل جنسیتش پذیرفته نشد. سپس تصمیم گرفت در سال ۱۹۳۳ در دانشگاه مادرید (که بعدها به دانشگاه کمپلوتنسه مادرید تبدیل شد) داروسازی بخواند. تحصیلات او به دلیل جنگ داخلی اسپانیا (۱۹۳۶–۱۹۳۹) مختل شد، اما او در سال ۱۹۴۰ مدرک خود را دریافت کرد و در سال ۱۹۴۴ با پایان‌نامه دکتری در مورد ترکیب آب رودخانه تاگوس دکترای خود را تکمیل کرد.

## شغل حرفه‌ای

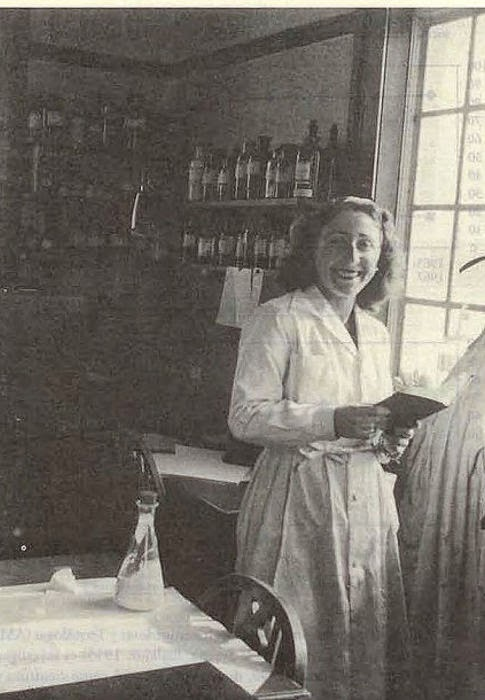
سارا بورل روئیس

سارا بورل روئیس در سال ۱۹۳۵ کار خود را در آزمایشگاه شیمی تحلیلی دانشگاه مادرید آغاز کرد، جایی که تکنیک‌های تحلیل کمی را یادگرفت. در حالی که دکترای خود را در دوران سخت پس از جنگ اسپانیا تکمیل می‌کرد، علاقه بیشتری به بهداشت و تغذیه پیدا کرد. از سال ۱۹۴۱ تا ۱۹۴۹، او به عنوان استادیار علوم غذایی در دانشگاه مادرید کار می‌کرد. در سال ۱۹۴۶، او اسپانیا را ترک کرد تا تحقیقات پسادکتری خود را در مؤسسه تحقیقات لبنیات هانا در ایر (اسکاتلند) انجام دهد. او نحوهٔ تجزیه و دستکاری پروتئین‌های شیر را آموخت، که زمینه‌ای بود که در آن تخصص یافت. سارا یک دانشمند پیشگام اسپانیایی، داروساز و بیوشیمیدان بود که به دلیل تحقیقات انقلابی‌اش در زمینه تحلیل و متابولیسم هورمون‌های استروئیدی شناخته می‌شود. در طول دوران حرفه‌ای خود، او به یک چهره پیشرو در بیوشیمی و غدد درون‌ریز تبدیل شد و مشارکت‌های قابل توجهی در تحقیقات هورمونی انجام داد.
در سال ۱۹۴۹، او به عنوان پژوهشگر در شورای ملی تحقیقات اسپانیا (CSIC) منصوب شد و سال بعد، گرگوریو مارانیون از او خواست تا به مؤسسه جدید غدد درون‌ریز تجربی (در CSIC) بپیوندد تا روی بیوشیمی هورمون‌ها کار کند. برای تکمیل آموزش خود در این زمینه، در سال ۱۹۵۰ به کمبریج، انگلستان رفت تا در «آزمایشگاه تغذیه دان» و سپس در مؤسسه شیمی کورتولد در بیمارستان میدلسکس لندن کار کند. در سال ۱۹۵۳، او در «مؤسسه وورستر برای بیولوژی تجربی» در شروزبری، ماساچوست ایالات متحده آمریکا با گریگوری گودوین پینکوس در زمینه بیوشیمی هورمون‌های استروئیدی کار کرد.
با بازگشت به اسپانیا، او مدیریت بخش استروئیدها در «مؤسسه گرگوریو مارانیون» را بر عهده گرفت، که پس از مرگ پزشک، دانشمند و فیلسوف اسپانیایی گرگوریو مارانیون تأسیس شد. در سال ۱۹۶۳ او یکی از اعضای مؤسس جامعه بیوشیمی اسپانیا بود. در سال ۱۹۸۳ او به مؤسسه جدید کاخال (CSIC) منتقل شد و تا زمان بازنشستگی‌اش در ۱۹۸۹ در آنجا ماند.
برخی از مهترین مشارکت‌های او به شرح زیر است:
(۱) تحقیقات در زمینه رشد تومور: تمرکز او بر شناسایی عوامل بیوشیمیایی بود که باعث تکثیر غیرقابل کنترل سلول‌های سرطانی می‌شد. تحقیقات او پایه‌گذار پیشرفت‌های آینده در درمان‌های شیمی‌درمانی و پرتودرمانی بود.
(۲) پیشگامی زنان در علم: علاوه بر دستاوردهای علمی‌اش، او یکی از معدود زنان در آن زمان بود که در زمینه‌ای تحقیقاتی که عمدتاً تحت سلطه مردان بود، تأثیرگذار شد. او به عنوان یک پیشگام عمل کرد و سقف شیشه‌ای محدودیت را برای نسل‌های آینده زنان در علم شکاند.
(۳) پیشرفت در روش‌های تشخیصی: یکی از نوآوری‌های مهم او در زمینه تشخیص بود. او به توسعه تکنیک‌های جدید برای تشخیص زودهنگام سرطان کمک کرد که تأثیر زیادی بر نحوه رویکرد پزشکان به تشخیص سرطان در حال حاضر داشت.
(۴) راهنمایی و حمایت از زنان در علم: در طول دوران حرفه‌ای خود، بورل به عنوان یک مشاور و راهنما برای دانشمندان جوان زن عمل کرد و بر اهمیت برابری جنسیتی در تحقیق و مراقبت‌های بهداشتی تأکید کرد. این حمایت از نقش زنان در علم تأثیر ماندگاری بر نسل‌های بعدی داشت